# Choi Gwang-hyeon
Choi Gwang-hyeon (kor. 최광현 ;ur. 16 kwietnia 1986) – południowokoreański judoka. Olimpijczyk z Londynu 2012, gdzie zajął siódme miejsce w wadze ekstralekkiej.
Piąty na mistrzostwach świata w 2011. Złoty medalista w drużynie na igrzyskach azjatyckich w 2014. Medalista mistrzostw Azji w latach 2009 – 2012. Mistrz indywidualnie i wicemistrz w drużynie na igrzyskach wojskowych w 2011 roku.

## Letnie Igrzyska Olimpijskie 2012
| Konkurencja | Rundy eliminacyjne         | Rundy eliminacyjne       | Rundy eliminacyjne     | Repasaże               | Klas. końcowa |
| Konkurencja | Przeciwnik I               | Przeciwnik II            | Przeciwnik III         | Przeciwnik I           | Miejsce       |
| ----------- | -------------------------- | ------------------------ | ---------------------- | ---------------------- | ------------- |
| 60 kg       | Ludovic Chammartin (SUI) Z | Valtteri Jokinen (FIN) Z | Arsen Gałstian (RUS) P | Felipe Kitadai (BRA) P | 7.            |